# 张学东
张学东（1934年—），男，湖南华容人，中国电子工业专家，中国人民解放军中将，曾任国防科学技术工业委员会副主任，电子工业部和机械电子工业部副部长、常务副部长。 

## 生平
1994年，授予中国人民解放军中将。 1998年3月，第九届全国人大第一次会议上，他当选为全国人民代表大会常务委员会委员。